# Dodge Custom 880
Dodge Custom 880 – samochód osobowy klasy luksusowej produkowany pod amerykańską marką Dodge w latach 1962 – 1965. 

## Historia i opis modelu

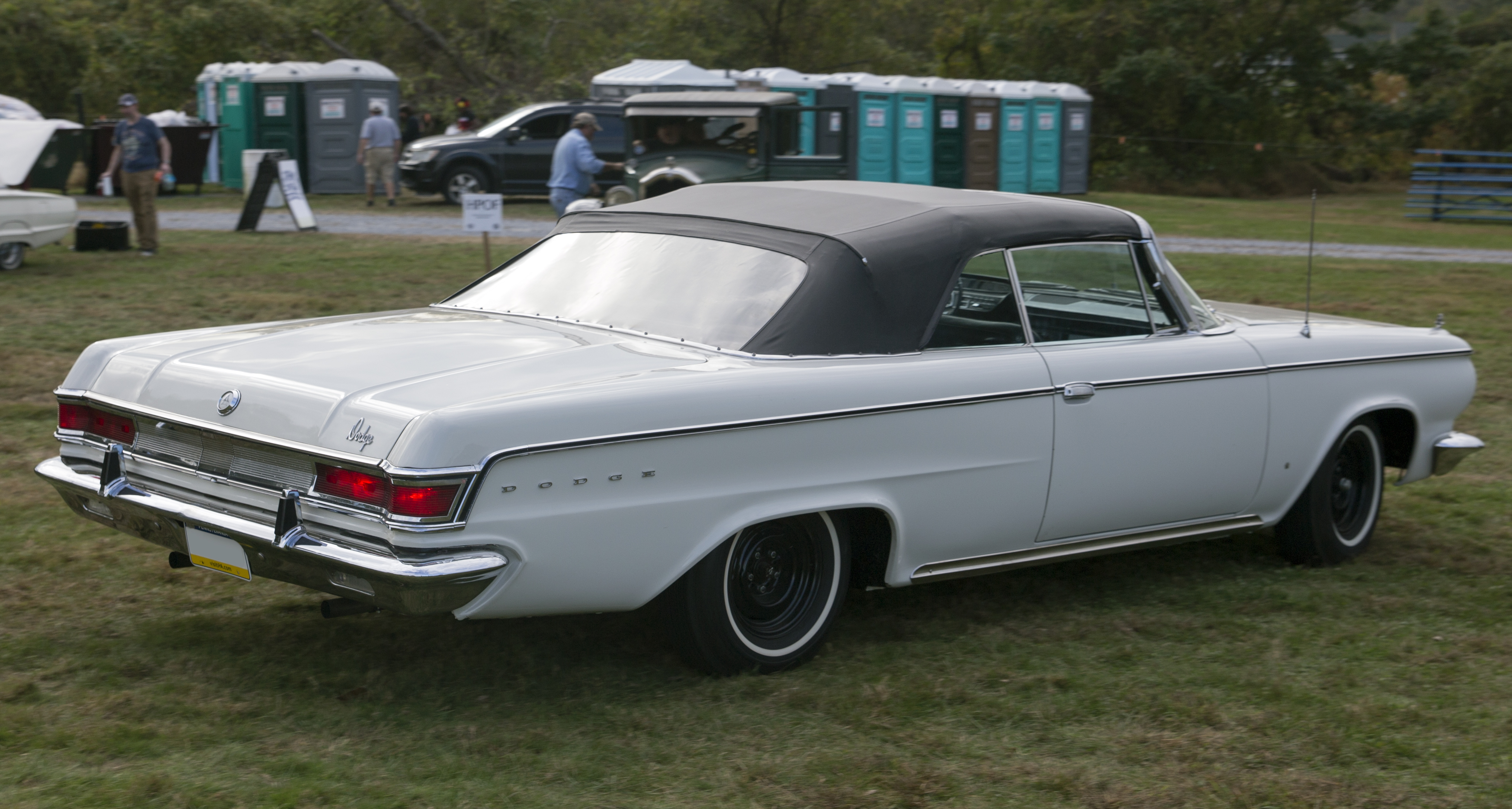
Dodge Custom 880 - tył

Po tym, jak w 1961 roku koncern Chrysler zdecydował się wycofać z rynku markę DeSoto, lukę po niej miał uzupełnić nowy luksusowy model Dodge pozycjonowany w portfolio koncernu poniżej limuzyny Newport. W efekcie na jej bazie powstał model Custom 880, oferowany w zarówno jako 4-drzwiowy sedan, jak i kabriolet.

### Produkcja
W ciągu trwającej 3 lata produkcji Dodge'a Custom 880, z taśm produkcyjnych zjechało 101 200 sztuk luksusowego modelu Dodge.

### Silnik
- V8 3.6l B
- V8 3.8l B
- V8 4.1l RB
- V8 4.3l RB